# Caçada de varrida
A caçada de varrida ou simplesmente, varrida é um método de caça ativa de animais utilizada inicialmente pelos povos originários do Brasil, mas ainda hoje é usada especialmente no Norte, Nordeste  e Centro-Oeste do país.

## Como Funciona
O caçador deve selecionar uma área dentro da floresta que tem uma grande presença de pegadas e recursos, como frutas, água (especialmente em regiões distantes de corpos d'água ou em períodos de seca) ou sal. Fazendo com que os animais tenham o hábito de andar sobre aquela trilha.
Essa área pode ser artificialmente criada pelo caçador.
Depois de selecionar a área adequada, o caçador deve varrer o chão da floresta (daí o nome varrida) e retirar toda a matéria orgânica, isso é feito para que ao caminhar pela trilha o caçador não faça barulho.
As medidas da varrida, como largura e comprimento, são decididas a gosto do caçador.

## A caçada
Normalmente os caçadores fazem uma espera em uma árvore não muito alta ou no chão próximo ao recurso aguardam o cair da noite. O caçador então deve percorrer a trilha sem saber o que vem pela frente. Muitas vezes os animais evitam andar sobre a varrida preferindo andar sobre a área 'suja' fazendo barulho. 
Hoje em dia são muito utilizadas lanternas para se locomover pela varrida com o intuito de evitar encontros desagradáveis com animais peçonhentos, fazer mira na caça ou em casos mais desesperadores avistar outros predadores primeiro.

## Armas
Existe uma variedade de armas empregadas, mas na maioria dos casos (94% deles no estudo de referência desse artigo) se utilizam armas de fogo, em especial, a espingarda é a mais comum, sendo ela de origem comercial ou artesanal.
Alguns indivíduos mais corajosos ou por necessidade, utilizam a tradicional Zagaia, um tipo de lança curta, muito utilizada em áreas de mata mais fechada.

## Presas
A maioria dos caçadores tem predileção pelos seguintes animais:
- Paca Cuniculus paca
- Tatu Dasypodidae
- Cutia Dasyprocta leporina
- Veado Cervidae
- Caititu Pecari tajacu

## Momento
Cada caçador tem seus métodos e suas crendices, mas muitos deles, preferem caçar no período da seca e em noites de Lua Nova. Isso ocorre, por que as caças tem um pouco mais de confiança em andar pela floresta em noites de escuridão total.